# (39252) 2000 YU101
2000 واي يو 101 (ويعرف أيضًا باسم (39252) 2000 واي يو 101 وفق تسمية الكوكب الصغير) (بالإنجليزية: 2000 YU101)‏ هو كويكب ضمن حزام الكويكبات؛ وترتيبه 39252 من حيث الاكتشاف.
اكتُشف هذا الجُرم الفلكي بواسطة بحث لنكولن عن الكويكبات القريبة من الأرض في 28 ديسمبر 2000.

## وصلات خارجية
- (39252) 2000 YU101 في قاعدة بيانات مختبر الدفع النفاث لأجرام النظام الشمسي الصغيرة

- الاكتشاف · مخطط المدار ·  العناصر المدارية · المعلمات المادية

- (39252) 2000 YU101 على موقع ويكي سكاي: DSS2, SDSS, GALEX, IRAS, Hydrogen α, X-Ray, Astrophoto, Sky Map, Articles and images